# Чекан, Станислав Юлианович
Станисла́в Юлиа́нович Чека́н (2 июня 1922, Ростов-на-Дону, Донская область, РСФСР — 11 августа 1994, Москва, Россия) — советский и российский актёр театра и кино; заслуженный артист РСФСР (1955). Участник Великой Отечественной войны. Отец актёра Сергея Чекана (1960—2005).

## Биография
Родился в городе Ростове-на-Дону 2 июня 1922 года. Когда С. Чекану было 15 лет, его отца арестовали как врага народа (обвинения сняты в 1938 году). Станислав был отправлен в детскую трудовую колонию, где он впервые стал участвовать в самодеятельности. Затем был послан в ремесленное училище, но по дороге свернул в Ростов, где поступил в театральное училище. С 1938 по 1941 год учился в студии Юрия Завадского в Театральном училище Ростова-на-Дону.
Участник Великой Отечественной войны, воевал под Новороссийском, после тяжёлого ранения — актёр фронтового театра.
В 1945 году стал актёром Одесского театра Красной Армии, затем, в 1948—1956 — актёр Центрального академического театра Советской Армии в Москве, в 1958—1993 — Театра-студии киноактёра.
Скончался 11 августа 1994 года от лейкемии. Похоронен 13 августа в Москве на Ваганьковском кладбище (47 уч.).

## Семья
- Отец — Юлиан Егорович Чекан (1889—1975), по национальности поляк, работал поваром.
- Мать — Матильда Ивановна Чекан (1899—1985) по национальности немка, работала поваром.
- Брат — Владимир Юлианович Чекан (1932—1995).
- Жена (фактическая, 1943—1954) — Тина Мазенко-Белинская, художница.
- Жена — Нонна Сергеевна Чекан (1937—2014).
- Сын — Сергей Станиславович Чекан (1960—2005), актёр, занимался дублированием фильмов. Покончил жизнь самоубийством, выпрыгнув из окна 11-го этажа в состоянии алкогольного опьянения[2].
- Невестка — Софья Горшкова (род. 16 мая 1964), актриса Театра киноактёра.
- Внучка — Полина Чекан (род. 5 сентября 1991), актриса, снялась в нескольких фильмах, занимается озвучиванием иностранных фильмов[3], окончила Высшее театральное училище имени М. С. Щепкина, актриса театра Ленком с 2012 года.

## Признание и награды
- Медаль «За оборону Кавказа» (1 мая 1944)[4]
- Медаль «За победу над Германией в Великой Отечественной войне 1941—1945 гг.» (9 мая 1945)
- Заслуженный артист РСФСР (12 мая 1955)
- Юбилейная медаль «Двадцать лет Победы в Великой Отечественной войне 1941—1945 гг.» (7 мая 1965)
- Орден «Знак Почёта» (12 апреля 1974)
- Юбилейная медаль «Тридцать лет Победы в Великой Отечественной войне 1941—1945 гг.» (25 апреля 1975)
- Орден Отечественной войны II степени (28 апреля 1989)[5]
- Медаль «Ветеран труда» (6 июня 1989)

## Творчество

### Работы в театре
Центральный театр Советской Армии (1948-1954)
- 1948 — «На той стороне» А. Барянова. Режиссёр: В. Канцель, А. Харламова — старший лейтенант Денисов
- 1948 — «Последние рубежи» Ю. Чепурина. Режиссёры: А. Попов, И. Ворошилов, Д. Тункель — Деньдобрый, солдат
- 1949 — «Голос Америки» Б. А. Лавренёва. Режиссёр: Д. Тункель — сержант Макдональд
- 1949 — «Закон Ликурга» Н. Базилевского, Т. Драйзера. Режиссёр: И. Ворошилов — Стюарт Финчли
- 1950 — «Незабываемый 1919-й» Вс. Вишневского. Режиссёр: А. Попов, А. Окунчиков — комиссар эсминца «Гавриил»
- 1950 — «Флаг адмирала» А. Штейна. Режиссёры: А. Попов, Б. Афонин, И. Ворошилов — матрос Лепехин
- 1950 — «Совесть» Ю. Чепурина. Режиссёр: А. Попов — Ожогин, бригадир заливщиков
- 1951 — «В нашем полку» А. Кузьмичева. Режиссер: Д. Тункель — Соколов, гвардии майор
- 1951 — «Западная граница» И. Прута, Н. Шпанова. Режиссёр: И. Ворошилов — Желинек Виктор
- 1952 — «Наследники» С. Львова. Режиссёр: Сергей Колосов — Кирилл Владимирович Коренев
- 1952 — «Сергей Лазо» Е. Бондаревой. Режиссёр: И. Ворошилов, А. Харламова — Тихон Кононов
- 1953 — «Весенний поток» Ю. Чепурина. Режиссёры: А. Попов, А. Окунчиков — Тальянов
- 1954 — «Лётчики» Л. Аграновича, С. Листова. Режиссёр: И. Ворошилов — майор Краснов

### Фильмография
- 1946 — Сын полка — рядовой
- 1947 — Голубые дороги — капитан-лейтенант (нет в титрах)
- 1951 — Тарас Шевченко — извозчик (нет в титрах)
- 1953 — Застава в горах — Марченко, пограничник
- 1953 — Вихри враждебные — анархист (нет в титрах)
- 1954 — Испытание верности — Вася Жук, он же «Жучок»
- 1956 — На подмостках сцены — Степан, кучер Ветринского
- 1957 — Борец и клоун — Иван Поддубный
- 1958 — Очередной рейс — водитель Антон Крыленко
- 1958 — Филиппинец и пьяный (к/м) — американский офицер, пьяный
- 1959 — Заре навстречу — Капелюхин
- 1959 — Аннушка — солдат
- 1960 — Месть — купец Дулинов
- 1960 — Чудотворная — Киндя
- 1961 — В начале века — мельник
- 1961 — Две жизни — комиссар Иван Петренко
- 1961 — Жизнь сначала — Шорин
- 1961 — Наш общий друг — Семён, учетчик
- 1961 — Человек-амфибия — охранник в тюрьме (нет в титрах)
- 1962 — В мёртвой петле — лётчик Ефимов
- 1962 — Вступление — капитан
- 1962 — Ход конём — Пудов
- 1963 — Большой фитиль — водитель Ивана Петровича
- 1963 — Первый троллейбус — водитель троллейбуса МТБ-82
- 1964 — Вызываем огонь на себя — Семён
- 1964 — Верьте мне, люди — Батый-Каин, уголовник
- 1964 — Непридуманная история — Гаркуша
- 1965 — Девчонка с буксира — Сан Саныч, боцман
- 1965 — Чинара на скале — Сагит Шенгелбаев
- 1965 — Иностранка — шофёр
- 1965 — Рабочий посёлок — Ахромович
- 1965 — Эскадра уходит на запад — Панас Маршук
- 1966 — Два билета на дневной сеанс — Сабодаж
- 1966 — Мы, русский народ — фельдфебель Варварин
- 1966 — Дикий мёд — Федяк
- 1966 — Нет и да — Елпидифор
- 1966 — Маленький беглец — сплавщик
- 1967 — Ташкент — город хлебный — мешочник
- 1968 — Братья Карамазовы — сын Самсонова
- 1968 — Виринея — Жиганов
- 1968 — Бриллиантовая рука — Михаил Иванович, капитан (в конце фильма — майор) милиции
- 1968 — Война и мир — Тихон Щербатый
- 1968 — Новые приключения неуловимых — 1-й филёр в котелке
- 1968 — Таинственный монах — Елпидифор
- 1968 — Крах — Иван Егоров
- 1969 — Мосты через забвение — бандит
- 1970 — Севастополь — боцман
- 1971 — Смертный враг — Игнат Михайлович Ящуров, кулак
- 1971 — Следствие ведут ЗнаТоКи. С поличным — Силин
- 1971 — Корона Российской империи, или Снова неуловимые — человек из свиты одного из «императоров»
- 1972 — Девушка из камеры № 25 — Туркин
- 1972 — Приваловские миллионы — Канунников
- 1972 — Неизвестный, которого знали все
- 1972 — После ярмарки — становой пристав
- 1973 — Дача — шофёр
- 1973 — Райские яблочки — полицейский
- 1973 — Нейлон 100 % — Ваня Бубнов, артист цирка
- 1974 — Любовь земная — Кошев
- 1974 — Северная рапсодия — Севастьянов
- 1975 — Победитель — Аким
- 1975 — Повторная свадьба — Пётр Николаевич, директор цементного завода
- 1975 — Шторм на суше — клепальщик
- 1975 — Невеста с севера — Иван, дядя Вали
- 1976 — Развлечение для старичков — Роман Степанович Гуськов
- 1976 — Солнце, снова солнце — гость на свадьбе
- 1976 — Сказ про то, как царь Пётр арапа женил — маршал
- 1977 — Гонки без финиша — философ
- 1977 — Инкогнито из Петербурга — Степан Ильич Уховёртов, частный пристав
- 1977 — Судьба — Павел Семенович Кошев, председатель райисполкома
- 1978 — И снова Анискин — шабашник Иван Петрович Кусков
- 1978 — Когда спешит скорая (короткометражный)
- 1978 — Ограбление по... (мультфильм) — грабитель
- 1980 — Жизнь прекрасна (СССР, Италия) — заключённый
- 1980 — Серебряные озёра — Григорий Петрович, железнодорожник
- 1983 — Гонки по вертикали — дежурный капитан милиции
- 1984 — Первая конная — Калистрат Михайлович, отец Матвея
- 1984 — Очень важная персона — Алексеич, директор птицефабрики
- 1985 — Тайна золотой горы — Макар Васильевич
- 1986 — Трава зелена — дед Матвей

### Озвучивание
- 1959 — Адам хочет быть человеком (Литовская киностудия) — капитан (роль Ю. Мильтиниса)
- 1959 — Эхо (Рижская киностудия) — Айзуп (роль О. Берзиньша)
- 1960 — Крестоносцы (Польша)
- 1965 — Им было восемнадцать
- 1971 — Гойя, или Тяжкий путь познания (ГДР, СССР, Болгария, Югославия)
- 1972 — Весёлый роман (Грузия-фильм) — Митрофане (роль З. Лаперадзе)
- 1972 — Мой друг Мелекуш (Туркменфильм) — председатель (роль Я. Имамкулиева)
- 1972 — Озорные братья (Туркменфильм) — разбойник (роль Ш. Кулиева)
- 1972 — Возвращение к жизни — Иоганнес / Орас (роль К. Забелина)

### Озвучивание мультфильмов
- 1971 — Соломенный бычок — Медведь
- 1973 — Как кошка с собакой — Волк